# Д’Альбер д’Айи, Луи-Огюст
Луи́-Огю́ст д’Альбе́р д’Айи́ (фр. Louis-Auguste d’Albert d’Ailly; 1678—1744) — французский маршал.
Пятый сын герцога де Шеврез, он с детства был предназначен в наследники своему дальнему родственнику, бездетному герцогу Шарлю д’Альберу д’Айи, и после его смерти в 1698 г. унаследовал его титул.
С ранней молодости служил в армии и за свои подвиги во время войны за испанское наследство был сделан пэром Франции. Затем он отличился в войне из-за польского престола и в войне за австрийское наследство и в 1741 г. получил звание маршала Франции.
Его сын — Мишель Фердинан д’Альбер д’Айи (1714—1769), генерал и учёный.